# Pusionella lirata
Pusionella lirata is een slakkensoort uit de familie van de Clavatulidae. De wetenschappelijke naam van de soort is voor het eerst geldig gepubliceerd in 1853 door Adams A..